# Meslay-le-Vidame
Meslay-le-Vidame – miejscowość i gmina we Francji, w Regionie Centralnym, w departamencie Eure-et-Loir.
Według danych na rok 1990 gminę zamieszkiwały 364 osoby, a gęstość zaludnienia wynosiła 25 osób/km² (wśród 1842 gmin Centre, Meslay-le-Vidame plasuje się na 786. miejscu pod względem liczby ludności, natomiast pod względem powierzchni na miejscu 901.).